# Sóng cơ học
Sóng cơ học là loại sóng lan truyền dao động cơ học của các phần tử môi trường vật chất. Trong khi sóng có thể di chuyển và truyền năng lượng trên quãng đường dài, thì các phần tử môi trường chỉ dao động quanh vị trí cân bằng của nó.

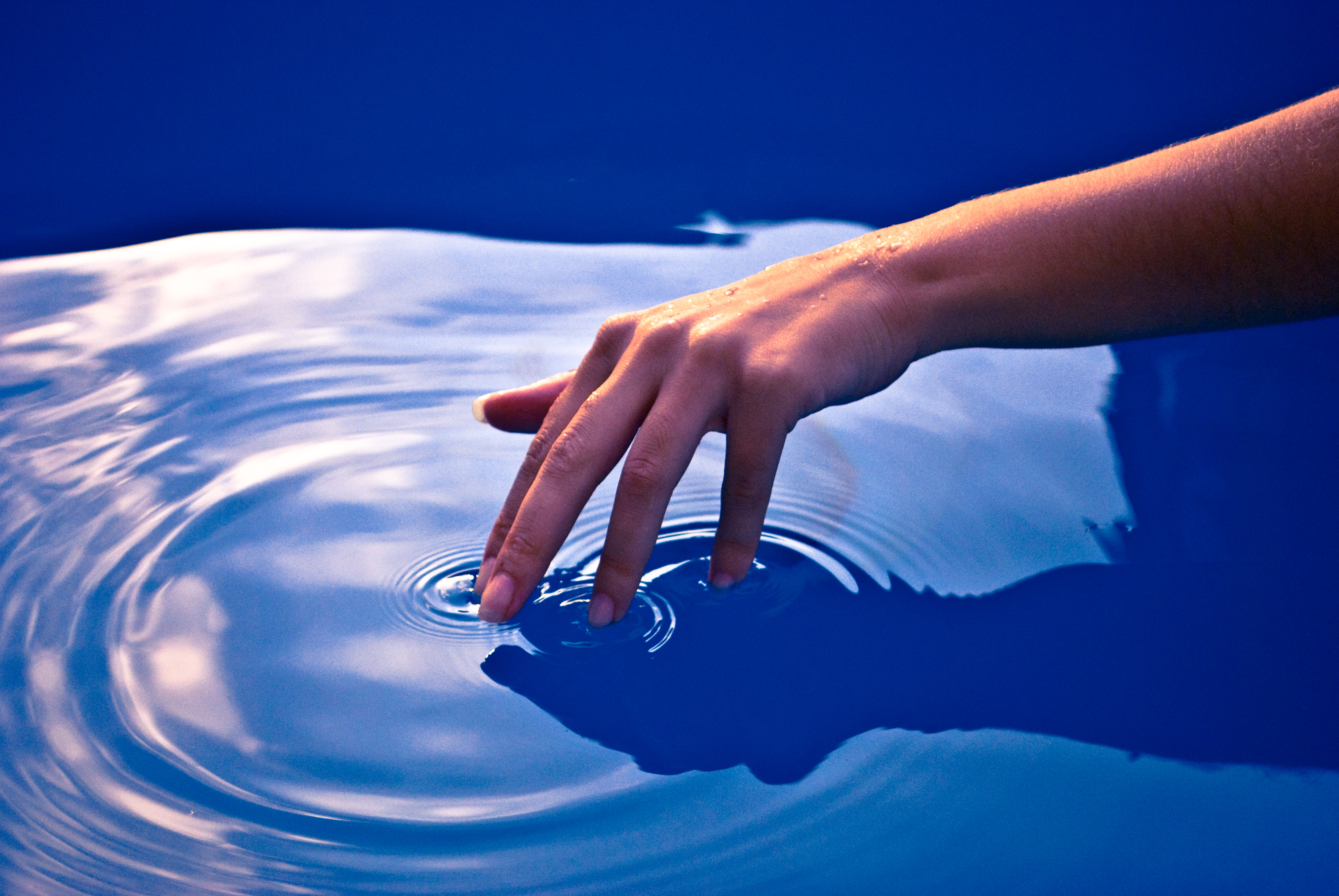
Sóng mặt ở mặt nước.

Môi trường vật chất có tính đàn hồi và quán tính nên một tác động dịch chuyển sẽ gây rung động và tạo ra sóng. Cũng vì thế mà sóng cơ học khác với sóng điện từ là không lan truyền được qua môi trường không vật chất như chân không.
Năng lượng được truyền đi cùng hướng với sóng. Khi dao động nhỏ không gây biến dạng môi trường thì sóng cơ học còn được gọi là sóng đàn hồi (elastic wave), như sóng âm thanh. Các dao động quá lớn thì gây phá hủy liên kết của môi trường, không còn đàn hồi nữa, như sóng động đất, sóng bạc đầu ở mặt nước.

## Khái quát
Sóng cơ học được phân loại theo kiểu dao động của phần tử môi trường, và chia ra ba loại: sóng dọc, sóng ngang, và sóng mặt. 

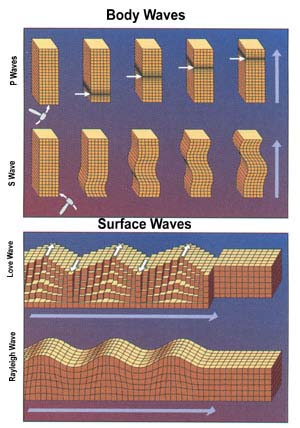
Sóng khối: P, S, và sóng mặt: Love, Rayleigh

Địa vật lý thì xếp sóng dọc sóng ngang vào dạng sóng khối (Body waves) dựa theo khả năng lan truyền vào khối vật chất sâu trong lòng đất, phân biệt với sóng mặt (Surface waves) chỉ lan truyền ở vùng bề mặt.

## Sóng dọc
Sóng dọc (Longitudinal wave) hay sóng P, là sóng có phương dao động của hạt môi trường xảy ra dọc theo phương truyền, tạo ra các đới nén và dãn. Sự nén dãn thay đổi áp suất trong môi trường nên nó là sóng áp suất.
Sóng dọc truyền nhanh hơn sóng khác. Sóng dọc có thể truyền qua loại vật liệu bất kỳ, gồm cả chất lỏng, khí. Nó có thể truyền nhanh gần gấp đôi so với tốc độ của sóng S. Tốc độ truyền sóng dọc Vp xác định theo công thức:
{\displaystyle v_{p}={\sqrt {\frac {K+{\frac {4}{3}}G}{\rho }}}}
trong đó 
K là modul đàn hồi hay modul nén (Bulk Modulus),
G là modul ngang hay modul trượt (Shear modulus), và
{\displaystyle \rho } là mật độ tự nhiên tính ra (Mg/m³ hoặc g/cm³).
Trong không khí và nước, chúng là sóng âm thanh. Tốc độ lan truyền sóng P là 330 m/s trong không khí, 1450 m/s trong nước, khoảng 5000 m/s trong các vật liệu cứng như sắt thép, đá granit,... Trong lòng Trái Đất thì tốc độ lan truyền là trên 8000 m/s trong quyển manti và lõi.
Trong địa vật lý các quan sát động đất tại trạm quan sát địa chấn thấy nó đến đầu tiên, nên có tên là sóng P (Primary) tức sóng sơ cấp.

## Sóng ngang
Sóng ngang (Transverse wave, Shear waves) hay sóng S, là sóng có phương dao động của hạt môi trường vuông góc với phương truyền. Sóng S truyền chậm hơn sóng P, giá trị thường cỡ 60% tốc độ sóng P ở cùng môi trường đó. Sóng S chỉ truyền trong chất rắn hoặc thể vô định hình gần rắn, không truyền qua chất lỏng và khí. Tốc độ truyền sóng ngang Vs xác định theo công thức:
{\displaystyle v_{S}={\sqrt {\frac {G}{\rho }}}}
Các tham số điển hình của đất đá ở Trái Đất cho ra tỷ số Vp/Vs vào cỡ {\displaystyle {\sqrt {3}}}.
Trong quan sát động đất nó đến trạm quan sát địa chấn sau sóng P, nên có tên là sóng S (Secondary) tức sóng thứ cấp.

## Sóng mặt
Sóng mặt (Surface waves) lan truyền trên bề mặt tiếp giáp giữa các pha của vật chất là rắn-không khí, nước-không khí, và rắn-lỏng. Bùn nhão phủ trên đá cứng có thể xem là gần lỏng và sóng mặt xuất hiện ở mặt đá cứng. Sóng trên mặt nước là một điển hình của sóng mặt.
Sóng mặt lan truyền chậm hơn sóng P và sóng S, và dao động của hạt môi trường có dạng phức tạp, nhưng biên độ giảm dần theo độ sâu.
Trong địa vật lý các nghiên cứu địa chấn dẫn đến phân chia ra hai loại sóng mặt.
- Sóng Rayleigh, còn gọi là rung cuộn mặt đất (Ground roll) là sóng mặt lan truyền có gợn sóng tương tự như sóng trên mặt nước. (Tuy nhiên chú ý rằng, ở sóng mặt nước các chuyển động hạt ở tầng nước nông là ngược dòng và lực khôi phục vị trí hạt là lực hấp dẫn, còn trong sóng Rayleigh và sóng địa chấn khác thì lực khôi phục là lực đàn hồi). Sự tồn tại của các sóng này được John William Strutt Lord Rayleigh, dự báo vào năm 1885, và sau đó đặt theo tên ông.
- Sóng Love là sóng mặt ngang phân cực ngang (Shear Horizontal, SH), chỉ xuất hiện trong môi trường nừa không gian vô hạn bị phủ bởi một lớp có bề dày hữu hạn. Chúng được đặt tên theo nhà toán học người Anh A.E.H. Love, người tạo ra một mô hình toán học của sóng năm 1911. Sóng lan nhanh hơn sóng Rayleigh một chút, vào khoảng 90% tốc độ sóng S, và có biên độ lớn nhất.

Trong trận động đất mạnh, sóng mặt có thể có biên độ của một vài cm, và là sóng gây phá hủy.

## Đối tượng nghiên cứu
- Thạch quyển
- Trái Đất